# ニッポン無責任時代
『ニッポン無責任時代』（ニッポンむせきにんじだい）は、東宝が1962年に製作した日本映画。

## 概要
カラー、東宝スコープ。主題歌は『無責任一代男』、『ハイ、それまでョ』。
クレージー映画の記念すべき第1作。当時『シャボン玉ホリデー』（日本テレビ）で人気を上げたクレージーキャッツ、中でも『スーダラ節』が大ヒットしていた植木等をメインに、“お姐ちゃんシリーズ”で知られていたお姐ちゃんトリオ（中島そのみ、重山規子、団令子）を絡ませた作品だった。従来のサラリーマン喜劇と異なる破天荒な主人公を描いた本作品は予想外の好評となり、1971年公開の『日本一のショック男』（監督：坪島孝）まで、30作が制作される事となる。
本作は、もともとは社長シリーズの企画にも携わっていた当時、東宝文芸部社員だった田波靖男が、会社に忠実なサラリーマン物のアンチテーゼとして「無責任社員」というストーリーを書き上げていた。フランキー堺の主演映画の企画として売り込んだがボツになり、そのままにしていたところプロデューサーの安達英三郎からクレージー・キャッツの「スーダラ節」のヒットにあやかって映画を作りたいと話を持ちかけられ、このストーリーを出したところ賛同され、クレージー・キャッツのメンバーを割り振る形でシナリオにしたものだった。のちに古沢憲吾監督の意向で脚本家の松木ひろしが手を入れる形になるが、基本は田波靖男が単独で執筆したものだった。

## ストーリー
正体不明の無責任男・平均（）は、バーで太平洋酒が乗っ取られそうな話を聞くと、太平洋酒社長・氏家勇作に「太平洋酒を乗っ取ろうとする者がいる」とコネをつけ、太平洋酒の総務部に入社した。そして均に任された仕事は、大株主の富山社長を買収する事。早速富山に会い、小切手1つで見事に成功し、係長に出世。ところがバーの女・京子から「黒田物産の黒田有人社長が富山から株を買った」と知らされショック! それもそのはず、乗っ取り屋として知られる黒田は山海食品社長・大島良介を後ろ盾にしていたのだ。かくて富山に裏切られた均はクビになるが、バーで出会った黒田に気に入られ、再び太平洋酒に復帰、部長となった。やがて太平洋酒はビールを売る事となり、均は北海物産の石狩熊五郎社長とのホップ売買契約を任される。均はお色気攻撃で契約する事に成功するが、黒田に「お色気など言語道断」と叱られ、会社の金を使い込んだと責められて又クビに。ならばとばかり均は会社を去るが、氏家前社長の息子・孝作と偶然出会う。孝作は大島社長の娘・洋子と駆け落ちをしていたのだ。一方娘のゆくえを心配した大島に、均は「娘の居場所を教えるから、氏家を復帰させろ」と要求。その結果、氏家は太平洋酒の社長に復帰を果たすが、その代償として均は、太平洋酒の実質的な支配者となった大島から放逐されてしまう。しかしその1年後。孝作・洋子の結婚式に、均がとんでもない姿でやって来た……!!

## キャスト
- 平均（たいら ひとし）（主人公）：植木等
- 氏家勇作（「太平洋酒」社長）：ハナ肇
- 谷田総務部長（「太平洋酒」部長）：谷啓
- 麻田京子（バー「マドリッド」のマダム）：中島そのみ
- 佐野愛子（「大平洋酒」社長秘書）：重山規子
- まん丸（芸者）：団令子
- 大島洋子（良介の娘）：藤山陽子
- 氏家孝作（勇作の息子）：峰健二
- 植村（洋子の見合い相手）：稲垣隆
- 黒田有人（「黒田物産」社長→「大平洋酒」新社長）：田崎潤
- 石狩熊五郎（「北海物産」社長）：由利徹
- 富山社長（「太平洋酒」の大株主）：松村達雄
- 大島良介（「山海食品」社長）：清水元
- 氏家時子（勇作の妻）：久慈あさみ
- 咲子（下宿の主婦）：中北千枝子
- 大塚（「大平洋酒」社員）：犬塚弘
- 佐倉（〃）：石橋エータロー
- 青木（〃）：桜井センリ
- 安井（〃）：安田伸
- 私服の刑事：田武謙三
- 健吉（下宿の主人）：人見明
- 交通取締の警官：宮田羊容
- 春木（バーテン）：井上大助
- 植村の父親：土屋詩朗
- 氏家社長の運転手：小川安三
- アパートの隣人：出雲八重子
- ハナ（氏家家の女中）：峯丘ひろみ
- 大平洋酒社員：清水由記
- バレーボールを追う社員：丘照美
- ビヤホールのウェイトレス：宮川澄江
- 葬儀の受付係：岡豊
- 香典泥棒：荒木保夫
- 料亭の仲居：記平佳枝
- 大島家の女中：杉浦千恵
- マドリッドのホステス：田辺和佳子
- 江島和子
- マドリッドのホステス：谷和子
- 芸者：寺沢広美、原紀世子
- マドリッドの客：吉田静司
- 大平洋酒社員：門脇三郎
- 小松英三郎
- 児玉清 ※ノンクレジット（エキストラ出演）[注釈 1]
- 孝作のバンド仲間：大内ヨシオ、朽名章宣、康本佳男
- 銭湯の客：黒木順

## 主題歌・挿入歌
全て作詞は青島幸男、作曲は萩原哲晶。
「やせがまん節」
均が夜、氏家家に行く場面で流される、映画オリジナル曲。後に『スーダラ外伝』で歌われる。なお予告編では「やせがまん節」だが、OPクレジットでは「やせ我慢節」と表記された。
「ドント節」
氏家家に行った均が、孝作からギターを奪って歌う。
「スーダラ節」
2番を使用。下宿へ帰った均が、階段を上がりながらはずれ馬券を投げ捨て、背広を掃除しながら歌う。
「五万節」
バーで孝作・洋子のペアを見た均が、「いいなあ、学生時代は」と呟くと、まずアカペラで1フレーズ歌い、「あっそれ!」の掛け声と共にBGM付きで、同じバーの客である大塚・佐倉・青木・安井と共に歌う。歌詞は全て映画オリジナル。
「ハイそれまでョ」
黒田社長の就任会の席上で均が歌い、大塚・佐倉・青木・安井がバックダンサーを務める。1番と3番を使用したが、どちらも後半部が一部歌詞が替わってる。一見ステージと思いきや、実は就任会の席上という、古澤映画特有の演出。なお予告編では「ハイそれまでョ」だが、OPクレジットは「ハイそれ迄よ」と表記。
「無責任一代男」
本作の主題歌。全2回流され、2回目は孝作・洋子の結婚式で祝辞代わりに均が歌い、大塚・佐倉・青木・安井が踊る。

## ロケ地
- 猿楽橋
- 恵比寿駅前
- 恵比寿駅南

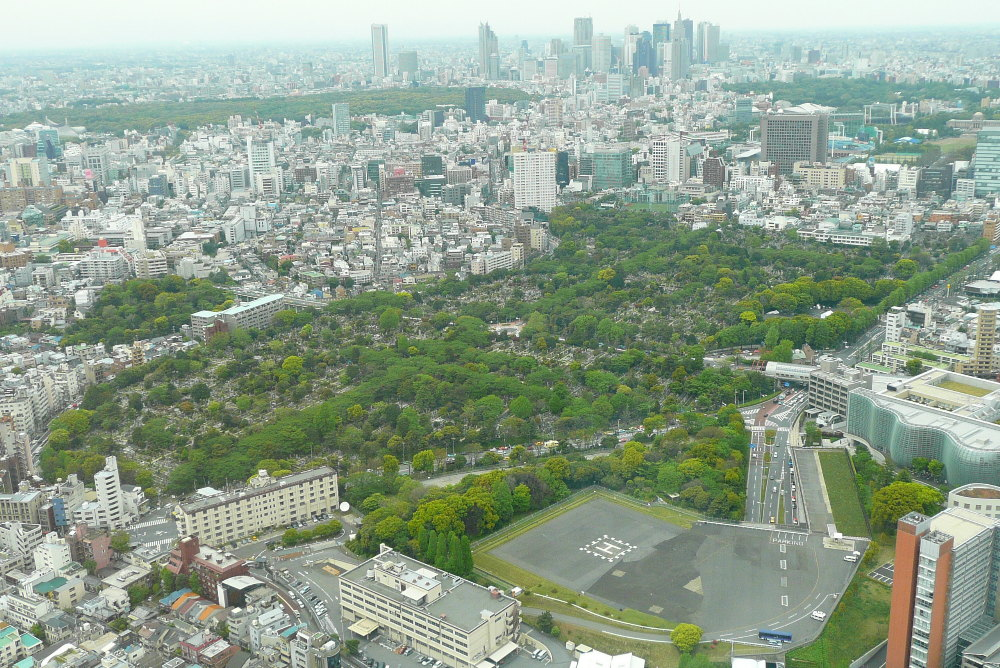
均と氏家社長が出会った場所として使われた「青山斎場」のある「青山霊園」

- 大和証券本店ビル（「太平洋酒」の社屋に使用。『社長シリーズ』でもお馴染みの場所）
- 横浜プリンスホテル（孝作・良子の結婚式に使用）
- 日比谷公園
- 青山斎場
- 弁慶堀端
- 数寄屋橋交差点

## 逸話など
- 本作公開の後、大島渚は本作と『ニッポン無責任野郎』の二本立て上映を一回半（どちらかを二回）鑑賞し、小林信彦（当時の筆名は中原弓彦）に「どうしてあんなに面白いんだろう」と語ったという[4]。
- 2011年に東京・シアタークリエにて舞台公演された『ニッポン無責任新世代』では、主演の原田泰造は植木が演じた「平均」の孫という設定の「百均（くだら・ひとし）」という役で登場した。

- フジテレビ「オレたちひょうきん族」内のコント「タケちゃんマン」で明石屋さんまが植木を演じた物が放送されたが内容はまるで別物であった。

## 同時上映
『喜劇 駅前温泉』
脚本：長瀬喜伴 / 監督：久松静児 / 主演：森繁久彌 / 東京映画作品
『駅前シリーズ』第4作。以後1967年1月の『クレージーだよ天下無敵』（監督：坪島孝）と『喜劇 駅前満貫』まで計8回にわたって、クレージー映画と『駅前シリーズ』のカップリングが行われる。